# Bobsleeën op de Olympische Winterspelen 2014 - Tweemansbob mannen
De tweemansbob voor mannen tijdens de Olympische Winterspelen 2014 vond plaats op 16 en 17 februari op de bobslee-, rodel- en skeletonbaan Sanki in Rzjanaja Poljana. Het was de negentiende keer dat dit onderdeel op het olympisch programma stond.
Het Russische duo Aleksandr Zoebkov / Aleksej Vojevoda veroverden op hun 'thuisbaan' na hun bronzen medaille in 2010 op dit onderdeel de gouden medaille. Het was hun derde olympische medaille, in 2006 wonnen ze zilver in de viermansbob. Van het Zwitserse duo dat de zilveren medaille behaalde, Beat Hefti / Alex Baumann, nam Hefti voor het eerst als stuurman deel. Als remmer achter stuurman Martin Annen veroverde hij driemaal brons, in 2002 in de tweemansbob en in 2006 in beide bobs. De bronzen medaille ging naar de Amerikaan Steven Holcomb die in 2010 als stuurman van de viermansbob goud behaalde. Zijn remmer Steven Langton behaalde zijn eerste olympische medaille. Op 24 november 2017 werd door de disciplinaire commissie van het IOC de resultaten van de Russische piloot Aleksandr Zoebkov geschrapt vanwege dopinggebruik. Dit betekent dat Zoebkov en zijn teamgenoten hun gouden medaille moeten inleveren. Het IOC heeft aan de Internationale Bobslee- en Skeletonfederatie verzocht om de resultaten aan te passen en de ISBS heeft dit verzoek uitgevoerd.
De regerend, en tweevoudig, olympisch kampioen op dit onderdeel, de Duitser André Lange (stuurman) nam niet deel aan het toernooi. Zijn remmer in 2006 en 2010, Kevin Kuske, nam op deze editie deel als remmer van stuurman Thomas Florschütz, zij eindigden als elfde.
De Nederlandse bob met Edwin van Calker / Bror van der Zijde eindigde als negentiende op dit olympischtoernooi.

## Tijdschema
| Datum       | Lokale tijd | MET   | Afdaling     |
| ----------- | ----------- | ----- | ------------ |
| 16 februari | 20:15       | 17:15 | 1e en 2e run |
| 17 februari | 18:30       | 15:30 | 3e en 4e run |

## Uitslag
| P                          | Olympiër                             | Bob     | Totaal  | Run 1 | Run 2 | Run 3 | Run 4 |
| -------------------------- | ------------------------------------ | ------- | ------- | ----- | ----- | ----- | ----- |
| Goud                       | Beat Hefti Alex Baumann              | SUI-I   | 3.46,05 | 56,46 | 56,68 | 56,26 | 56,65 |
| Zilver                     | Steven Holcomb Steven Langton        | USA-I   | 3.46,27 | 56,34 | 56,84 | 56,41 | 56,68 |
| Brons                      | Oskars Melbārdis Daumants Dreiškens  | LAT-I   | 3.46,48 | 56,62 | 56,68 | 56,43 | 56,75 |
| 04                         | Justin Kripps Bryan Barnett          | CAN-III | 3.46,62 | 56,56 | 56,70 | 56,42 | 56,94 |
| 05                         | Chris Spring Jesse Lumsden           | CAN-II  | 3.46,79 | 56,66 | 56,77 | 56,62 | 56,74 |
| 06                         | Francesco Friedrich Jannis Bäcker    | GER-I   | 3.46,85 | 56,50 | 56,88 | 56,63 | 56,84 |
| 07                         | Lyndon Rush Lascelles Brown          | CAN-I   | 3.46,88 | 56,61 | 56,87 | 56,64 | 56,76 |
| 08                         | Rico Peter Juerg Egger               | SUI-II  | 3.46,96 | 56,96 | 56,68 | 56,60 | 56,72 |
| 09                         | Thomas Florschütz Kevin Kuske        | GER-II  | 3.47,00 | 56,89 | 56,87 | 56,77 | 56,71 |
| 10                         | Cory Butner Christopher Fogt         | USA-II  | 3.47,19 | 56,45 | 57,11 | 56,77 | 56,86 |
| 11                         | Nick Cunningham Dallas Robinson      | USA-III | 3.47,69 | 56,73 | 57,07 | 56,98 | 56,91 |
| 12                         | Nick Cunningham Dallas Robinson      | ITA-I   | 3.47,82 | 57,06 | 57,02 | 56,90 | 56,84 |
| 13                         | Maximilian Arndt Alexander Rödiger   | GER-III | 3.48,20 | 56,98 | 56,92 | 57,22 | 57,08 |
| 14                         | Oskars Ķibermanis Vairis Leiboms     | LAT-II  | 3.48,52 | 57,11 | 57,22 | 57,00 | 57,19 |
| 15                         | Nicolae Istrate Florin Cezar Crăciun | ROU-I   | 3.48,98 | 57,39 | 57,19 | 57,24 | 57,16 |
| 16                         | Won Yun-jong Seo Young-woo           | KOR-I   | 3.49,27 | 57,41 | 57,20 | 57,58 | 57,08 |
| 17                         | Edwin van Calker Bror van der Zijde  | NED-I   | 3.49,33 | 57,54 | 57,46 | 57,38 | 56,95 |
| 18                         | Loic Costerg Romain Heinrich         | FRA-I   | 3.49,36 | 57,44 | 57,04 | 57,65 | 57,23 |
| Niet geplaatst voor 4e run |                                      |         |         |       |       |       |       |
| 19                         | Patrice Servelle Sébastien Gattuso   | MON-I   | 2.52,60 | 57,50 | 57,30 | 57,80 | 60,00 |
| 20                         | Benjamin Maier Markus Sammer         | AUT-I   | 2.52,71 | 57,57 | 57,74 | 57,41 | 61,00 |
| 21                         | Lamin Deen John Baines               | GBR-I   | 2.52,73 | 57,54 | 57,81 | 57,38 | 62,00 |
| 22                         | Jan Vrba Michal Vacek                | CZE-I   | 2.52,81 | 57,72 | 57,75 | 57,71 | 63,00 |
| 23                         | Kim Dong-hyun Jun Jung-lin           | KOR-II  | 2.53,27 | 57,78 | 57,76 | 57,73 | 64,00 |
| 24                         | Heath Spence Duncan Harvey           | AUS-I   | 2.53,73 | 57,96 | 57,99 | 57,78 | 65,00 |
| 25                         | Dawid Kupczyk Paweł Mróz             | POL-I   | 2.53,95 | 57,90 | 58,07 | 57,98 | 66,00 |
| 26                         | Hiroshi Suzuki Hisashi Miyazaki      | JPN-I   | 2.54,14 | 57,91 | 58,21 | 58,02 | 67,00 |
| 27                         | Winston Watts Marvin Dixon           | JAM-I   | 2.55,40 | 58,42 | 58,81 | 58,17 | 68,00 |
|                            | Vuk Rađenović Aleksandar Bundalo     | SRB-I   | 9.99,99 | 58,31 | 58,56 | DNS   | 69,00 |
| gediskwalificeerd          | Aleksandr Zoebkov Aleksej Vojevoda   | RUS-I   | 3.45,39 | 56,25 | 56,57 | 56,08 | 56,49 |
| gediskwalificeerd          | Aleksandr Kasjanov Maksim Beloegin   | RUS-II  | 3.46,30 | 56,69 | 56,60 | 56,44 | 56,57 |